# 神戸市立玉津中学校
神戸市立玉津中学校（こうべしりつ たまつちゅうがっこう）は、兵庫県神戸市西区にある公立中学校。略称は玉中（）。

## 概要
- 学制改革により神戸市内で最初に新設された中学校の1つ。
- 校区の南端は隣接する明石市との境界に及ぶ。
- 校章は玉津という地名の由来ともなった勾玉をあしらったデザインとなっている。

## 沿革
- 1947年（昭和22年）4月1日 - 神戸市立玉津中学校が誕生。
- 1947年（昭和22年）4月22日 - 開校記念式を挙行。
- 1949年（昭和24年）7月26日 - 新校舎に移転する。
- 1978年（昭和53年）4月7日 - 生徒数増加に伴い、神戸市立王塚台中学校が新設して分離。

## 教育方針
思いやりの心を意味する仁恕の言葉を基に、自立・創造・協調を校訓とする。校内にはそれぞれ仁恕の言葉と校訓が刻まれた2つの石碑が置かれている。
一部の教科では成績の劣る生徒に対して別室での少人数授業を実施している。体育における武道の授業では毎年柔道を学ぶ。
部活動は全員入部制で、全ての生徒がいずれかの部に所属している。また、平日の下校時刻は午後5時に統一され、大会前などでも変わらない。日の短くなる冬場は下校時刻を段階的に早め、最も早い時期で午後4時30分となる。
各教室に、エアコンを2台設置している。

## 学校行事
| - 4月 - 始業式 - 着任式 - 入学式 - 歓迎行事 - 5月 - 修学旅行 - 体育会 - 6月 - 期末考査 | - 7月 - 保護者会（三者面談） - 終業式 - 8月 - リーダー研修 - 課題テスト - 9月 - 始業式 - 野外活動（2年） | - 10月 - 中間考査 - 文化祭 - 11月 - トライやる・ウィーク - 期末考査 - 12月 - 生徒会役員選挙 - 保護者会（三者面談） - 終業式 | - 1月 - 始業式 - 実力テスト - 保護者会（3年） - 2月 - 学年末考査 - 3月 - 卒業式 - 修了式 - 離任式 |

体育会はほぼ毎年市内の中学校で最も早く行われる。そのため、体育会までは体育と他教科を振り替えて集中的に体育会に向けて練習し、その後しばらく体育の時間が他教科に当てられる変則的な時間割となる。

## 部活動

### 運動部
- 野球部
- サッカー部
- 陸上競技部
- バスケットボール部
- ソフトテニス部
- 卓球部
- 柔道部
- 剣道部
- ソフトボール部
- バレーボール部

### 文化部
- 吹奏楽部
- 美術部
- 放送部
- 家庭科部
- 理科部
- 英語部

## 校区
- 神戸市立玉津第一小学校
- 神戸市立高津橋小学校

## 卒業生
- 藤本博史(元プロ野球選手)
- 森下やす子：政治家